# 仓边路站
仓边路站是广州地铁13号线的在建车站，位于中国广东省广州市越秀区东风路小北路立交东侧。车站预计于2027年启用。

## 车站结构
仓边路站为地下二层岛式站台车站，长240米，标准段宽22.6米，沿东风中路布置。为减小施工对地面交通的影响，本站采用暗挖法之一的洞桩法施工。

### 车站楼层
仓边路站地面为车站各出入口，地下一层为站厅，地下二层为13号线站台。
| 地下一层 | 站厅                       | 售票機、客服中心、商店、警务室、安检设施 |  |  |
| 地下二层 | 2 站台                     | █13号线 朝阳方向（下站：纪念堂）         |  |  |
|          | 岛式站台（卫生间、母婴室） |                                          |  |  |
|          | 1 站台                     | █13号线 新沙方向（下站：淘金）           |  |  |

### 站台
本站设有一个岛式站台。

## 历史
因车站施工需要，东风东路（仓边路至越秀北路段）于2020年10月开始围蔽；同期拆除20余年历史的德政北路过街天桥，未来将建设联通本站出入口的过街隧道。
车站于2021年12月实现小导洞贯通，2022年12月完成扣拱初支施工。